# Herbert Sandberg (Karikaturist)

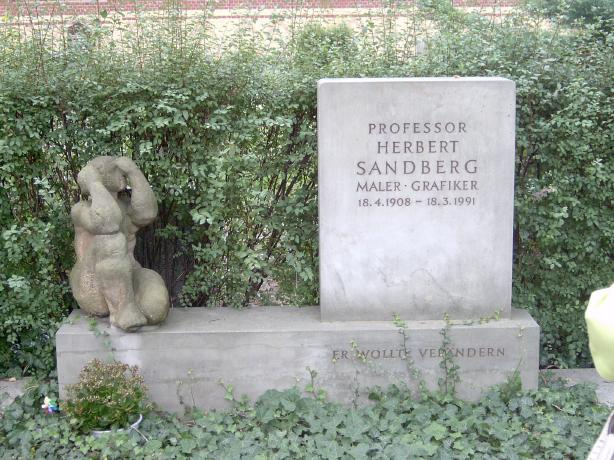
Grab von Herbert Sandberg und Lilo Grahn auf dem Dorotheenstädtischen Friedhof in Berlin.

Herbert Sandberg (* 18. April 1908 in Posen; † 18. März 1991 in Berlin) war ein deutscher Grafiker und Karikaturist. Er wurde vor allem durch Karikaturen in der von ihm geleiteten Zeitschrift Ulenspiegel, seine Brecht-Skizzen und seine Kolumne Der freche Zeichenstift in der Zeitschrift Das Magazin bekannt.

## Leben
Herbert Sandberg studierte an der Kunstgewerbeschule Breslau 1925/1926 und an der dortigen Staatliche Akademie für Kunst und Kunstgewerbe bei Otto Mueller. Danach er von 1928 bis 1933 für verschiedene Berliner Zeitungen (Berliner Tageblatt, Wahrer Jacob u. a.). 1929 trat er der Assoziation revolutionärer bildender Künstler (ARBKD) bei. Aufgrund seiner illegalen Tätigkeit in der KPD und wegen aktiver Gegnerschaft gegen die Nationalsozialisten wurde er 1934 mit dem Tatvorwurf „Vorbereitung zum Hochverrat“ im Zuchthaus Brandenburg inhaftiert, von 1938 bis Kriegsende war Sandberg als Jude und Kommunist im KZ Buchenwald gefangen. 1944 entstanden dort 18 Zeichnungen aus Ruß und Schlämmkreide, die er später im Zyklus Eine Freundschaft veröffentlichte.

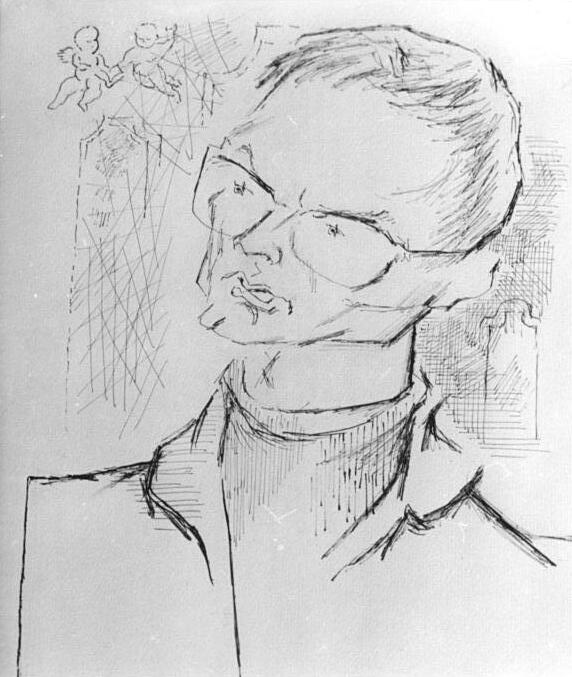
Karikatur Hermann Kants

Nach dem Zweiten Weltkrieg war Sandberg zusammen mit Günther Weisenborn von Dezember 1945 bis August 1950 Mitherausgeber der Satirezeitschrift Ulenspiegel. In der Zeit von 1947 bis 1961 entstanden in gemeinsamer Arbeit mit seiner Frau Eugenie zahlreiche Bühnenbilder für Berliner Theater unter dem Namen Sandbergkollektiv. Seine zweite Ehefrau Eugenie Sandberg (1923–1996), eine Tochter des Komponisten Leo Spies, war ausgebildete Bühnen- und Kostümbildnerin. Anfänglich arbeitete auch Sandbergs Schwägerin Rosemarie Spies mit, eine bekannte Keramikerin. Von 1954 bis 1957 war Herbert Sandberg als Nachfolger von Cay von Brockdorff Chefredakteur der Zeitschrift Bildende Kunst. Danach arbeitete er freischaffend in Berlin, wo er in der sogenannten „Intelligenzsiedlung“ in der Straße 201 wohnte. Von 1970 bis 1972 unterrichtete er als Gastdozent an der Hochschule für Grafik und Buchkunst Leipzig. 1972 wurde er zum Professor ernannt. Herbert Sandberg war Mitglied der Akademie der Künste der DDR. Er hatte seit 1947 eine Vielzahl von Einzelausstellungen und Ausstellungsbeteiligungen in der DDR und im Ausland. In der DDR war er an den meisten wichtigen überregionalen Kunstausstellungen beteiligt, u. a. von 1958 bis 1988 an allen Deutschen Kunstausstellungen bzw. Kunstausstellungen der DDR in Dresden.
1976 protestierte Herbert Sandberg zusammen mit Fritz Cremer und Theo Balden mit der Erklärung Vielleicht könnte man die getroffene Maßnahme noch einmal überdenken gegen die Ausbürgerung Wolf Biermanns.
Seine satirischen Kolumnen waren einem breiten Leserkreis bekannt. So stelle er von 1954 bis 1990 in der Zeitschrift Das Magazin unter dem Namen Der freche Zeichenstift Karikaturisten aus dem In- und Ausland vor, zeichnete ab 1954 für die Sonntagsausgabe der Zeitung Neues Deutschland die Serie Mit spitzer Feder und ab 1967 die Porträtserie Sandbergs kleine Galerie in der NBI.
Von 1981 bis zu seinem Tod war Herbert Sandberg in dritter Ehe mit der Schauspielerin Lilo Grahn (1943–2007) verheiratet. Sein Sohn Thomas Sandberg ist Fotograf. Sandbergs Grab befindet sich auf dem Friedhof der Dorotheenstädtischen und Friedrichswerderschen Gemeinden in Berlin. Die Trauerrede hielt sein Künstlerfreund Ronald Paris. Die Skulptur auf seinem Grab stammt von der Bildhauerin Ingeborg Hunzinger.

## Herbert Sandberg in der Formalismusdebatte
Herbert Sandberg war einer der Ersten, die sich in der Formalismusdebatte zu Wort meldeten. Nachdem Alexander Dymschitz in seinem Artikel Über die formalistische Richtung in der deutschen Malerei in der SMAD-Zeitung Tägliche Rundschau französische Klassiker wie Picasso und Chagall, aber auch über deutsche Maler wie Karl Schmidt-Rottluff und Karl Hofer verunglimpft hatte, konterte er am 17. Dezember 1948 im gleichen Blatt: „Den bürgerlichen Künstlern sollten wir nicht nur hochmütig Dekadenz vorwerfen und drittklassige Künstler, nur weil sie soziale Themen illustrieren, für bedeutender halten als Schmidt-Rottluff. [...] Wir sind stolz auf eine Tradition aufbauen zu können, die von Goya bis Masereel die großen Bewegungen des letzten Jahrhunderts darstellte, gleichzeitig wollen wir aber auch nicht auf die Poesie eines Paul Klee und Franz Marc verzichten, denn die Kunst darf nicht steril werden.“
1956 kritisierte Sandberg in seinem couragierten Bericht Die realistischen Maler auf der XXVIII. Biennale einige sowjetische Künstler: „Die nach zweiundzwanzig Jahren zum erstenmal wieder erschienenen Künstler der UdSSR zeigten eine zu große Fülle von akademisch gemalten Szenen. [...] Sie konnten keineswegs mit den italienischen Realisten Guttoso, Zigaina, Mirabella, Treccani oder den Bildhauern Mazacurati und Manzù konkurrieren. Der Realismus dieser Künstler wirkte überzeugender, weil er unerbittlicher war, weil er der konfliktvollen Auseinandersetzung auch in der Form nicht aus dem Weg ging.“ Nicht zuletzt diesem Artikel ist es geschuldet, dass Herbert Sandberg 1957 als Chefredakteur der Zeitschrift Bildende Kunst abgelöst wurde.
Erst mit der Verleihung des Nationalpreises I. Klasse im Jahr 1983 war für Herbert Sandberg die „blödsinnige Formalismus-Debatte“ endgültig vorbei.

## Werke (Auswahl)
Graphische Zyklen
- 1944–1946: Eine Freundschaft
- 1957–1961: Atom, Atom
- 1958–1965: Der Weg
- 1959–1968: Erinnerungen an Brecht
- 1963: Meister der Musik

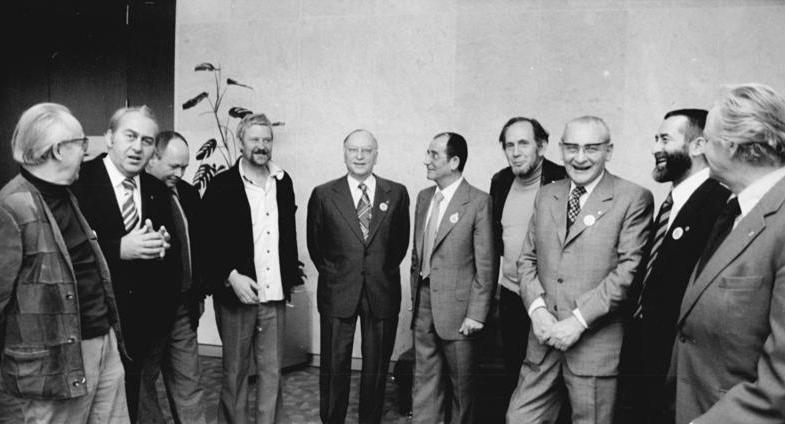
Herbert Sandberg (links) auf dem VIII. Kongreß des Verbandes Bildender Künstler der DDR, 1978

- 1967–1968: Bilder zum Kommunistischen Manifest
- 1982/1983: Der anachronistische Zug

Grafiken
- 1927: Der Dichter Klabund
- 1948: Die Eiferer
- 1948: Verschiedener Meinung
- 1957: Anne Frank
- 1959: Brechts Verhör
- 1975: David und Goliath

Eigene Bücher und Buchillustrationen
- Eine Freundschaft. 30 Holzschnittskizzen. Aufbau-Verlag, Berlin 1949.
- Der Herrenspiegel. 30 Köpfe. Verlag Volk und Welt, Berlin 1955.
- Eine schöne Wirtschaft. Kongreßverlag, Berlin 1956.
- Mit spitzer Feder. 50 bekannte Köpfe und unbekannte Anekdoten. Eulenspiegel Verlag, Berlin 1958.
- Der freche Zeichenstift. Eulenspiegel Verlag, Berlin 1963.
- Mein Brecht Skizzenbuch. Aufbau-Verlag, Berlin 1967.
- Spiegel eines Lebens. Aufbau-Verlag, Berlin/Weimar 1988, ISBN 3-351-01017-6.

## Auszeichnungen
- 1958: Medaille für Kämpfer gegen den Faschismus 1933 bis 1945
- 1966: Johannes-R.-Becher-Medaille in Gold
- 1967: Kunstpreis der DDR
- 1972: Käthe-Kollwitz-Preis der AdK
- 1973: Nationalpreis der DDR
- 1978: Vaterländischer Verdienstorden in Gold
- 1982: Hans-Grundig-Medaille
- 1983: Nationalpreis der DDR I. Klasse für Kunst und Literatur

## Filmografie
- 1968: Fernsehen der DDR: Geliebte Kunst, Herbert Sandberg – Der Weg. Ein Film von Irmtraut Wecks
- 1969: DEFA: Ein Weg zum Manifest. Ein Film von Gerhard Jentsch über die Arbeiten an der gleichnamigen Grafikfolge.
- 1980: DEFA / Fernsehen der DDR: Der freche Zeichenstift. Regie: Hanna Emuth